# Бандол
Бандол (фр. Bandol) је насељено место у Француској у региону Прованса-Алпи-Азурна обала, у департману Вар.
По подацима из 2011. године у општини је живело 7663 становника, а густина насељености је износила 893,12 становника/km².

## Демографија
| 1962. | 1968. | 1975. | 1982. | 1990. | 2011. |
| ----- | ----- | ----- | ----- | ----- | ----- |
| 4.198 | 5.088 | 6.184 | 6.706 | 7.431 | 7.663 |